# Chiến dịch New Guinea
Chiến dịch New Guinea diễn ra từ tháng 1/1942 cho đến khi Chiến tranh thế giới thứ hai vào giai đoạn kết thúc tháng 8/1945. Trong giai đoạn đầu vào đầu năm 1942, Đế quốc Nhật Bản đã xâm chiếm các lãnh thổ do Úc quản lý gồm New Guinea (23/1), Papua (8/3) và tràn ngập ở Tây New Guinea, khu vực là một phần của Đông Ấn Hà Lan. Vào giai đoạn hai, kéo dài từ cuối năm 1942 cho đến khi Đế quốc Nhật đầu hàng, Quân đội Đồng minh,bao gồm chủ yếu các lực lượng Úc và Hoa Kỳ đã đánh bại quân Nhật từ Papua, sau đó là Mandate và cuối cùng là thuộc địa của Hà Lan.
Chiến dịch đã dẫn đến một thất bại và tổn thất nặng nề cho Đế quốc Nhật Bản. Như trong hầu hết các chiến dịch trong Chiến tranh Thái Bình Dương, bệnh tật và nạn đói đã cướp đi sinh mạng của quân Nhật nhiều hơn là sự tấn công từ quân địch. Hầu hết lính Nhật Bản thậm chí còn không thể giáp mặt với các lực lượng Đồng minh mà thay vào đó phải chịu sự cắt đứt và phong tỏa hiệu quả từ Hải quân Hoa Kỳ. Một số người cho rằng 97% cái chết của lính Nhật trong chiến dịch này không đến từ nguyên nhân chiến đấu.

## Năm 1942

### Tình hình chiến lược

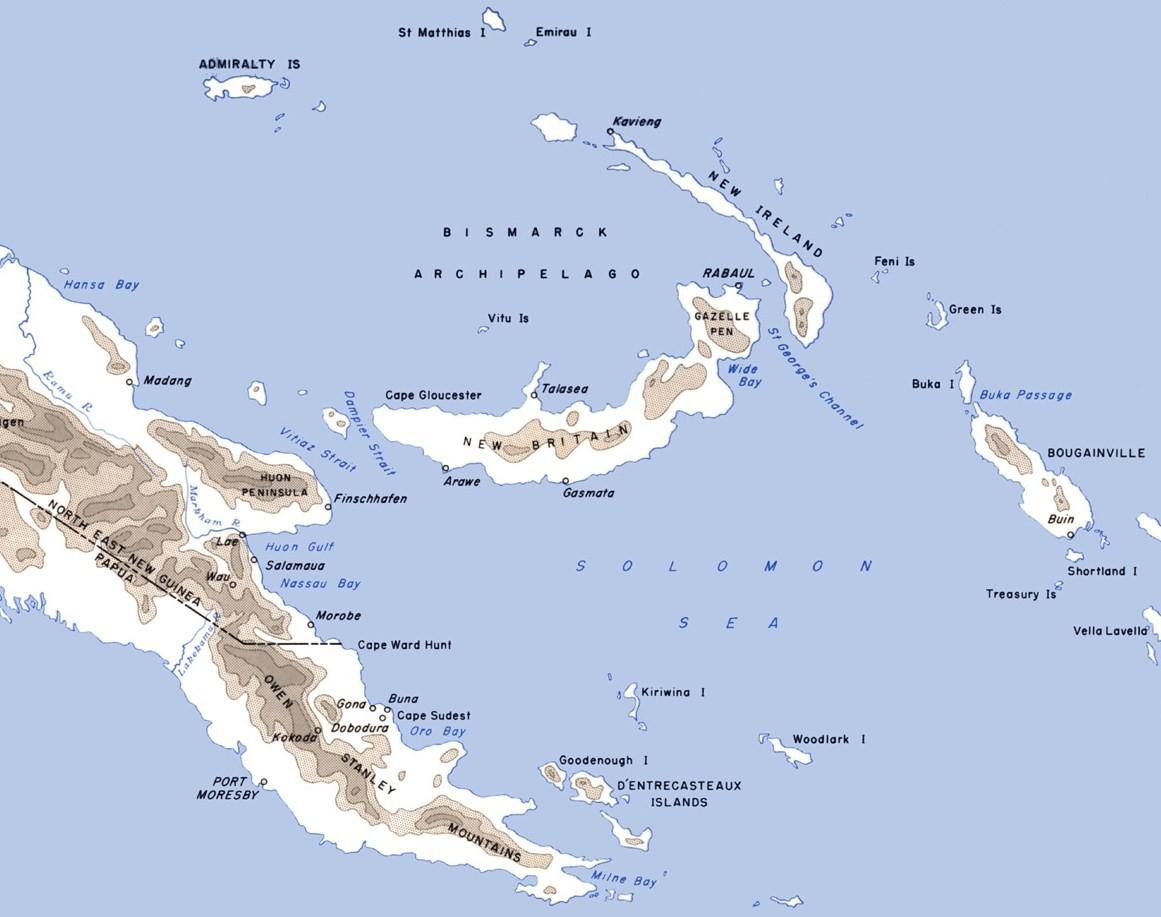
Papua New Guinea, biển Bismarck và bắc Quần đảo Solomon

Chiến sự ở New Guinea bắt đầu vào tháng 1/1942 bằng sự kiện quân Nhật đánh chiếm thành phố Rabaul, nằm ở mũi phía đông bắc đảo New Britain (quân Đồng minh sau đó đáp trả bằng hàng loạt các cuộc ném bom). Thành phố Rabaul nhìn ra cảng Simpson, một nơi thuận lợi cho tàu thuyền neo lại và là một vị trí lý tưởng để xây dựng sân bay. Trong nhiều năm, người Nhật đã xây dựng khu vực này thành một căn cứ không quân và hải quân lớn.
Phương diện quân số 8 của Lục quân Đế quốc Nhật Bản, dưới sự chỉ huy của Đại tướng Hitoshi Imamura ở Rabaul, chịu trách nhiệm cho cả chiến dịch tại New Guinea và Quần đảo Solomon.Phương diện quân số 18, dưới sự chỉ huy của Trung tướng Hatazō Adachi, chịu trách nhiệm cho các hoạt động của Nhật Bản trên lục địa New Guinea.
Thủ đô Port Moresby nằm trên bờ biển phía nam Papua là chìa khóa chiến lược của người Nhật trong các hoạt động quân sự.Nếu chiếm được sẽ vô hiệu hóa cả căn cứ tiền phương chính của quân Đồng minh và đóng vai trò là bàn đạp cho ý đồ mở một cuộc xâm lược của Nhât vào Úc. Với lý do tương tự, Tướng Douglas MacArthur, Tư lệnh tối cao Lực lượng Đồng minh Khu vực Tây Nam Thái Bình Dương đã quyết tâm phải giữ được khu vực này. MacArthur còn muốn chinh phục toàn bộ New Guinea trong tiến trình cuối cùng nhằm tái chiếm Philippines. Vào ngày 25/5/1942, theo chỉ đạo của tổng hành dinh số 7 chỉ huy khu vực Tây Nam Thái Bình Dương, do Tư lệnh quân Đồng minh - Tướng Douglas MacArthur ban hành, đặt tất cả lực lượng Úc, Không quân và Hải quân Hoa Kỳ ở Port Moresby dưới sự kiểm soát của lực lượng New Guinea.

### Nhật Bản chiếm giữ Lae và Salamaua
Vịnh Huon và bán đảo Huon nằm ở phía Bắc Port Moresby, trên bờ biển Papua. Vào đầu tháng 3/1942, quân Nhật đã tiến vào hai vị trí không được bảo vệ nằm trên vịnh Houn là Lae và Salamaua. MacArthur không muốn để khu vực này vào tay người Nhật nhưng ông không có đủ lực lượng không quân cũng như hải quân để thực hiện một cuộc phản công. Quân Nhật tại Rabaul và các căn cứ khác ở New England có thể dễ dàng đánh bại bất cứ nỗ lực tấn công nào của ông (đến giữa tháng 9, toàn bộ lực lượng hải quân của MacArthur dưới quyền Phó Đô đốc Arthur S. Carpender gồm 5 tàu tuần dương, 8 tàu khu trục, 20 tàu ngầm và 7 tàu nhỏ). Hành động đáp trả duy nhất của quân Đồng minh là một cuộc tấn công ném bom Lae và Salamaua bằng máy bay qua dãy Owen Stanley từ các tàu sân bay USS Lexington và USS Yorktown, khiến quân Nhật phải ra sức củng cố các cứ điểm này.

### Nỗ lực của Nhật Bản trên cảng Moresby
Chiến dịch Mo là kế hoạch được người Nhật đưa ra nhằm chiếm lấy Port Moresby. Kế hoạch này được tiến hành theo năm mũi nhọn: một đội đặc nhiệm thiết lập một căn cứ thủy phi cơ ở Quần đảo Solomon, một để thiết lập một căn cứ thủy phi cơ ở quần đảo Louisiade ngoài khơi phía đông New Guinea, một khu vực vận chuyển cho bộ binh gần Port Moresby, một tàu sân bay hạng nhẹ hỗ trợ cho việc hạ cánh, và hai tàu sân bay nhằm chống lại các cuộc tấn công của quân Đồng minh. Với kết quả của Trận chiến biển Coral diễn ra từ 4-8/5/1942, quân Đồng minh dù chịu tổn thất cao hơn về tàu chiến nhưng đã thành công trong việc đánh bật quân đổ bộ của Nhật, loại bỏ tạm thời mối đe dọa lên Port Moresby.
Sau thất bại này, người Nhật đã triển khai một kế hoạch dài hạn, thực hiện những nỗ lực tiếp theo lên Port Moresby gồm hai mũi nhọn chính. Xây dựng một vị trí tiền tuyến đầu tiên tại Vịnh Milne, nằm ở cuối phía đông của bán đảo Papua, và ở Buna, một ngôi làng trên bờ biển phía đông bắc Papua, nằm giữa vịnh Huon và vịnh Milne. Các hoạt động quân sự sẽ được tiến hành đồng loạt tại hai địa điểm này, một đổ bộ và một trên đất liền và tụ lại tại thành phố mục tiêu.

### Băng qua dãy Stanley
– Samuel Eliot Morison, Breaking the Bismarcks Barrier, p. 34
Buna dễ dàng bị chiếm giữ vì không có sự hiện diện quân sự của quân Đồng minh ở đó (MacArthur đã khôn ngoan khi không quyết định chiếm đóng bằng lính dù vì bất kỳ lực lượng nào như vậy sẽ dễ dàng bị người Nhật xóa sổ). Người Nhật chiếm đóng ngôi làng vào ngày 21/7 với lực lượng ban đầu là 1.500 người và đến ngày 22 tháng 8, số quân tại Buna đã lên đến 11.430 người. Sau đó chiến dịch 
Đường Kokoda được tiến hành, đây là một trải nghiệm kinh hoàng cho cả quân đội Nhật Bản và Úc tham gia. Vào ngày 17 tháng 9, quân Nhật đã đến làng Ioribaiwa, chỉ cách sân bay của quân Đồng minh tại Port Moresby 30 km (20 dặm). Quân Úc đã có thể giữ vững và bắt đầu tiến hành phản công vào ngày 26 tháng 9. "... cuộc rút lui của người Nhật xuống Đường mòn Kokoda như một lẽ tất yếu. Hàng ngàn tên đã chết vì đói và bệnh tật, chỉ huy của chúng, Horii, đã bị chết đuối." Do đó, mối đe dọa trên bộ đối với Port Moresby đã bị xóa hoàn toàn.

### Chiến dịch trên không
Vì Port Moresby là cảng duy nhất hỗ trợ các hoạt động ở Papua, nên vị trí quốc phòng của nó rất quan trọng đối với chiến dịch. Lực lượng phòng không bao gồm máy bay chiến đấu P-39 và P-40. Radar của RAAF không thể đưa ra cảnh báo đầy đủ về các cuộc tấn công của Nhật Bản, vì vậy điều này phụ thuộc vào những người lính theo dõi bờ biển và trên đồi cho đến khi một đơn vị radar của Mỹ với trang thiết bị tốt hơn đến vào tháng 9. Chi phí cho máy bay chiến đấu của quân Đồng minh là khá cao. Đến tháng 6, 20-25 chiếc P-39 đã bị phá hủy trong những cuộc không chiến, trong khi ba chiếc khác bị phá hủy trên mặt đất và 8 chiếc đã bị phá hủy do những tai nạn khi hạ cánh.
Các xạ thủ phòng không Úc và Hoa Kỳ đóng vai trò vô cùng quan trọng. Các xạ thủ đã phải chiến đấu rất nhiều, Port Moresby phải chịu cuộc không kích thứ 78 vào ngày 17 tháng 8 năm 1942. Sự cải thiện về độ chính xác và số lượng của các xạ thủ này khiến các máy bay tấn công của quân Nhật phải ngày càng bay cao hơn, làm giảm sự chính xác của các đợt tấn công, và sau đó vào tháng 8, quân Nhật quyết định phải tấn công vào ban đêm.
Dù các máy bay PBY Catalina, Lockheed Hudson của RAAF được đặt tại Port Moresby, các cuộc tấn công trên không của Nhật khiến các máy bay ném bom tầm xa như B-17s, B-25s, B-26s không thể được đặt tại đây một cách an toàn mà thay vào đó phải nằm tại các căn cứ ở Úc. Điều này dẫn đến sự mệt mỏi đáng kể cho các phi hành đoàn trên không. Do các học thuyết của USAAF và thiếu sự hỗ trợ từ xa, các cuộc tấn công vào các mục tiêu như Rabaul đã không đạt được kết quả như ý và nhận tổn thất nặng nề. Điều này khiến Trung tướng George Brett bị các phóng viên chiến tranh chỉ trích nặng nề. Nhưng các máy bay chiến đấu đã góp phần che chắn cho các phương tiện và máy bay ném bom khi tấn công các mục tiêu trong tầm bắn. Không quân tại Port Moresby và Vịnh Milne đã chiến đấu chống lại các lực lượng máy bay và quân chi viện của người Nhật ở Buna. Khi các lực lượng bộ binh của Nhật Bản tiến về phía Port Moresby, lực lượng Không quân Đồng minh đã tấn công các điểm tiếp tế dọc theo Đường mòn Kokoda. Những cây cầu tạm bợ của Nhật Bản đã bị tiêm kích P-40 tấn công bằng bom 500 lb (230 kg).

### Quân Đồng minh chiếm giữ vịnh Milne
– Samuel Eliot Morison, Breaking the Bismarcks Barrier, p. 38
Vịnh Milne là vị trí mà quân Đồng minh có thể dễ dàng tiếp cận bằng hải quân. Đầu tháng 6, các kỹ sư của Quân đội Hoa Kỳ, bộ binh Úc và một ắc quy phòng không đã hạ cánh gần đồn điền Lever Brothers tại Gili Gili, và công việc được bắt đầu trên một sân bay. Đến ngày 22 tháng 8, khoảng 8.500 quân Úc và 1.300 người Mỹ đã có mặt. Người Nhật đã đến và từ ngày 25/8 đến ngày 7/9 trận vịnh Milne đang diễn ra. Nhà sử học Samuel Eliot Morison đã tóm tắt tình hình như vậy:
...kẻ thù đã bắn vào chốt của anh ta; và anh ấy không bao giờ xuất hiện trở lại những vùng biển ấy. Trận chiến vịnh Milne dù chỉ là một phần nhỏ của các cuộc xung đột trong thế chiến hai nhưng lại mang một tầm vóc quan trọng. Ngoại trừ cuộc tấn công ban đầu trên Đảo Wake, đây là lần đầu tiên một chiến dịch đổ bộ của Nhật Bản chịu thất bại vì tổn thất nặng nề... Hơn nữa, trận chiến này còn thêm một lần nữa chứng minh rằng một cuộc tấn công đổ bộ mà không có sự bảo vệ của không quân, và với một lực lượng tấn công không thua kém những người bảo vệ, sẽ không thể thành công.

Quần đảo D'Entrecasteaux nằm ngay ngoài khơi bờ biển phía đông bắc phía dưới bán đảo Papuan. Hòn đảo nằm phía cực Tây của khu vực này là Goodenough đã bị chiếm đóng vào tháng 8 năm 1942 bởi 353 quân bị kẹt lại từ tàu đổ bộ của Nhật Bản. Tàu khu trục Yaoi, được gửi tới để cứu những người này đã bị đánh bom và chìm vào ngày 11 tháng 9. Vào ngày 22 tháng 10, một lực lượng gồm 800 lính Úc đã tiến hành bao vây hai phía vị trí của quân đội Nhật. Những người còn sống sót của quân đồn trú Nhật được cho là đã trốn thoát bằng tàu ngầm trong đêm vào ngày 26 tháng 10. Quân Đồng minh sau đó tiến hành biến hòn đảo thành căn cứ không quân.

### Quân Đồng minh chiếm lại Buna và Gona
– John Vader, New Guinea: The Tide Is Stemmed, pp. 102–103
Các nỗ lực nhằm chiếm toàn bộ New Guinea của quân Nhật đã bị chặn đứng. Tướng MacArthur quyết tâm giải phóng hòn đảo này như một bước đệm để tái chiếm Philippines, ông đánh dấu sự trở lại của mình trong Trận Buna-Gona (16/11/1942 - 22/1/1943). Sự thiếu kinh nghiệm chiến đấu trong rừng rậm của Sư đoàn bộ binh 32 Hoa Kỳ thật sự là một thảm hoạ. Đã có những báo cáo về việc các sĩ quan hèn nhát thậm chí đã ngồi trên những bàn ăn thay vì đáng lẽ phải đang ở trên chuyến tuyến. MacArthur thôi việc chỉ huy sư đoàn và vào ngày 30 tháng 11 đã chỉ thị cho Trung tướng Robert L. Eichelberger, chỉ huy của Quân đoàn I Hoa Kỳ, đích thân ra mặt trận với nhiệm vụ: "loại bỏ tất cả các sĩ quan không có khả năng chiến đấu... Và nếu cần thiết, hãy cho trung sĩ phụ trách các tiểu đoàn... Tôi muốn các anh giành lại Buna, hoặc đừng sống sót trở về. "
Sư đoàn 7 của Úc dưới sự chỉ huy của Thiếu tướng George Alan Vasey, cùng với Sư đoàn 32 Hoa Kỳ được tái thiết, đã tái khởi động cuộc tấn công của Đồng minh. Quân Úc giành lại Gona vào ngày 9 tháng 12 năm 1942 và Sannanda vào ngày 22 tháng 1 năm 1943, Hoa Kỳ giành được Buna vào ngày 2 tháng 1 năm 1943.
– John Vader, New Guinea: The Tide Is Stemmed, p. 93